# Rudolf Dippe
Rudolf Dippe (ur. 1905, zm. ?) – zbrodniarz nazistowski, członek załogi niemieckiego obozu koncentracyjnego Dachau i SS-Obersturmführer.
Członek NSDAP (od 1935 i SS (od 1940). Pełnił funkcję kierownika fabryki porcelany w podobozie KL Dachau - Allach (w samej fabryce pracował od 1939). W procesie członków załogi Dachau (US vs. Rudolf Dippe i inni), który miał miejsce w dniach 25–29 października 1946 przed amerykańskim Trybunałem Wojskowym w Dachau, skazany został początkowo na 5 lat pozbawienia wolności za udział w zbrodniach popełnionych na więźniach obozu. 21 maja 1947 wyrok zmniejszono do 3 lat więzienia.